# Municipio de Hunucmá

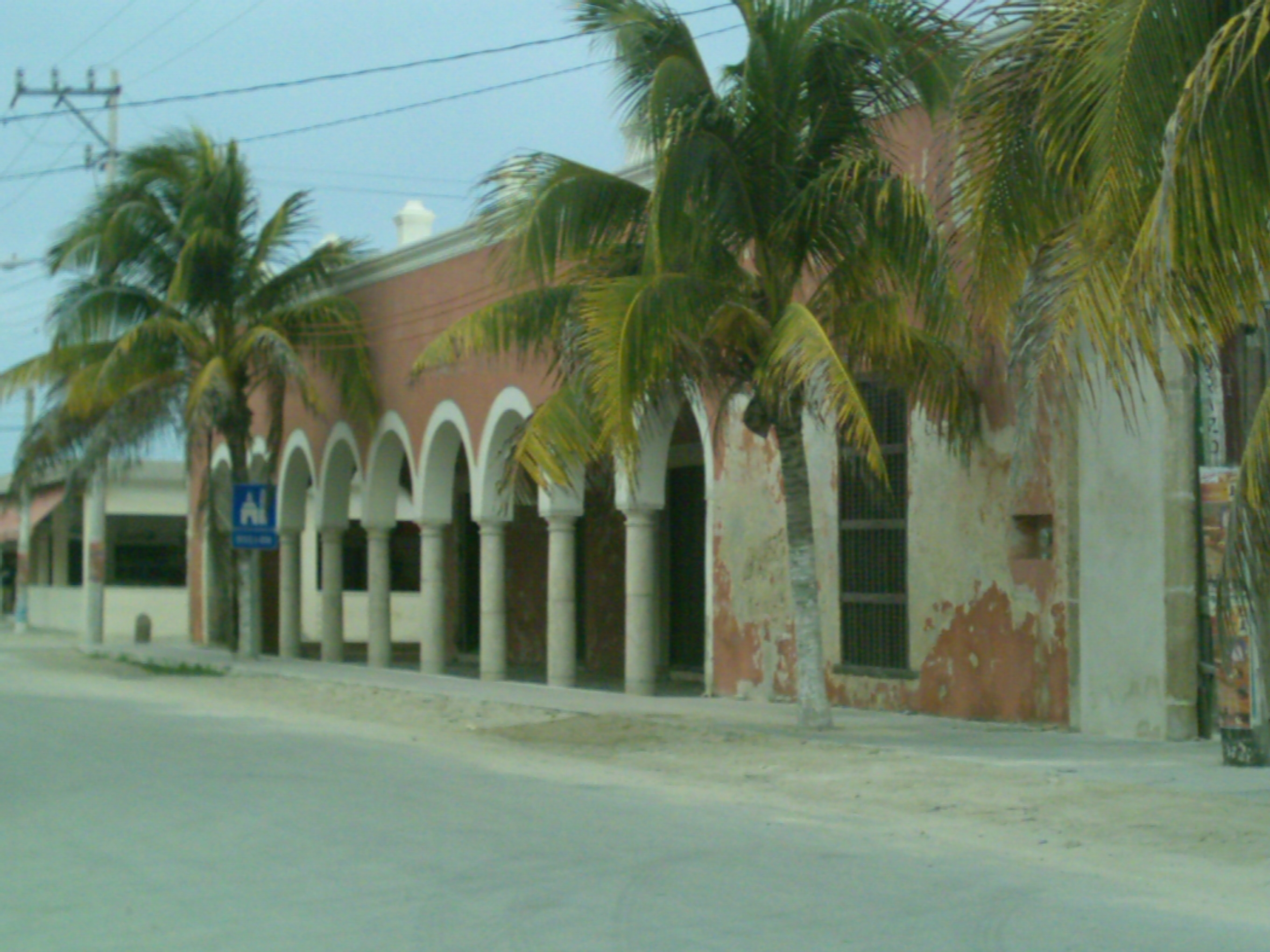
La antigua aduana del puerto de Sisal.

El Municipio de Hunucmá es uno de los 106 municipios del estado de Yucatán, México, ubicado en el litoral del golfo de México, en la región norponiente de la península de Yucatán. La cabecera municipal homónima se encuentra tierra adentro, 10 km al sur del puerto de Sisal. 

## Geografía
Orografía: Toda la  superficie del territorio municipal es plana, con características de la denominada llanura de barrera en su mayor extensión. En el extremo oriental, existen playas o bardas tendidas.
Hidrografía: Como en toda la península de Yucatán, en el territorio municipal no existen corrientes superficiales de agua. Sin embargo en el subsuelo hay depósitos denominados cenotes y también aguadas
Clima: La región donde se localiza el municipio es  cálida-semiseca, con lluvias en verano.  Tiene una temperatura media anual de 26 °C y una precipitación  pluvial media anual  de 1,200 milímetros.

## Demografía
De acuerdo a los resultados del Censo de Población y Vivienda de 2010 realizado por el Instituto Nacional de Estadística y Geografía, la población total de Hunucmá asciende a 30 731 personas; de las que 15 330 son hombres y 15 401 son mujeres.

### Localidades
El municipio incluye en su territorio un total de 7 localidades. Las principales, considerando su población del censo de 2010 son:
| Localidad          | Población |
| Total Municipio    | 30 731    |
| Hunucmá            | 24 910    |
| Texán de Palomeque | 5 997     |
| Sisal              | 1 837     |
| Huncanab           | 466       |
| San Antonio Chel   | 220       |

## Economía
La actividad agrícola henequenera sigue teniendo un cierto peso en la agricultura municipal aunque en mucho menos grado que hace unos años en que era la principal. Se cultiva también el maíz, algunos cítricos, el plátano y las hortalizas. La pequeña ganadería, particularmente la bovina, juega también un papel en la economía del municipio. La pesca (especies de escama y el pulpo) es otra actividad que da sustento a la población. El pequeño comercio y las artesanías complementan la economía de la región.

## Sitios de interés
Además de la cabecera municipal, el puerto y las haciendas que se encuentran a su alrededor, hay varios vestigios arqueológicos entre los que destacan Kaxec situado a 27 kilómetros al poniente de Hunucmá con vestigios de un caserío del clásico tardío y evidencia de haber sido habitada desde la colonia hasta inicios del siglo XX ya que fue centro de recolección de palo de tinte (Haemotoxylum campechianum) y otras actividades forestales. También vale la pena mencionar el caserío de San Francisco de Paula localizado a 7 kilómetros al sur de Sisal y que fue refugio desde tiempo de la colonia de esclavos negros fugitivos, dicha comunidad estuvo habitada hasta aproximadamente 1920.

## Política
El gobierno del municipio de Hunucmá le corresponde al Ayuntamiento, el cual también es denominado Comuna, estando integrado por un total de diez regidores, de los cuales el primero ejerce el cargo de presidente municipal y el segundo el de síndico, todos son electos mediante sufragio universal, directo y secreto para un periodo de tres años no renovables para el periodo inmediato pero si de forma no continua y entran a ejercer su cargo el día 1 de julio del año en que fueron elegidos.

### División administrativa
El municipio de Hunucmá tiene como división 2 juntas municipales, 1 comisaría municipal y 19 agencias municipales.

### Representación legislativa
Para efectos de la división geográfica en distrito electorales locales y federales para la elección de diputados de mayoría, el municipio de Hunucmá se divide de la siguiente forma:
Local:
- Distrito electoral local 8 de Yucatán con cabecera en Umán.[7]

Federal:
- Distrito electoral federal 5 de Yucatán con cabecera en Ticul.[8]